# Collado Mediano
Collado Mediano es un municipio y localidad española de la Comunidad de Madrid. El término, situado al noroeste de la provincia, en la sierra de Guadarrama, cuenta con una población de 7547 habitantes (INE 2024).

## Símbolos

### Escudo de armas
El escudo de armas fue adoptado oficialmente por el acuerdo del 31 de octubre de 2017 publicado en el Boletín Oficial del Estado el 18 de noviembre del mismo año, por la que se aprueba el escudo heráldico para el ayuntamiento de Collado Mediano.

### Bandera municipal
La bandera municipal fue adoptada oficialmente en el mismo acuerdo que el escudo, del 31 de octubre de 2017, publicado en el Boletín Oficial del Estado el 18 de noviembre del mismo año, por la que se aprueba la bandera municipal para el ayuntamiento de Collado Mediano.

## Geografía
Situado en plena sierra de Guadarrama, en el collado formado por el cerro del Castillo, Monterredondo y el Chaparral. El término municipal está atravesado por las carreteras M-601, M-623 y M-621. La localidad está situada a una altitud de 1032 m sobre el nivel del mar.
Limita con los siguientes municipios: Cercedilla, Navacerrada, Becerril de la Sierra, Moralzarzal, Alpedrete, Guadarrama y Los Molinos. Está situado a 48 km de Madrid. 
Collado Mediano es un pueblo alargado que en su mayoría se desarrolla a lo largo de la calle Real o avenida principal. 
Otros núcleos, como las urbanizaciones El Reajo del Roble y Serranía de la Paloma, están situados en las proximidades del pueblo.
| Noroeste: Cercedilla | Norte: Navacerrada | Noreste: Becerril de la Sierra |
| Oeste: Los Molinos   |                    | Este: Moralzarzal              |
| Suroeste: Guadarrama | Sur: Guadarrama    | Sureste: Alpedrete             |

## Historia
Los primeros habitantes de la zona datan del periodo Calcolítico o Edad del Cobre. También se ha detectado presencia de pobladores desde los tiempos romanos, pues ha sido descubierta a unos dos kilómetros del casco urbano, junto a una calzada, los restos de una posada romana que los arqueólogos han identificado como la antigua Miaccum. 
El pueblo no adquiere el carácter de villa hasta 1630, año en la que Ana de Mendoza y Enríquez de Cabrera le concedió carta de villazgo, separándose de la Villa de Manzanares el Real. A inicios de la Edad Media, el pueblo estaba bajo la influencia de la ciudad de Segovia, tal como sucedía a todos los pueblos de la falda de la sierra de Guadarrama.
A mediados del siglo XIX, el lugar contaba con una población censada de 216 habitantes. La localidad aparece descrita en el sexto volumen del Diccionario geográfico-estadístico-histórico de España y sus posesiones de Ultramar de Pascual Madoz de la siguiente manera:

COLLADO-MEDIANO: v. con ayunt. de la prov., aud. terr. y c. g. de Madrid (6 1/2 leg.) , part. jud. de Colmenar Viejo (4), dióc. de Toledo (18): sit. en terreno montuoso; la combate en general el viento N., y su clima es propenso á tercianas. Tiene 48 casas inclusa la de ayunt., cárcel, escuela de instruccion primaria comun á ambos sexos, concurrida por unos 34 alumnos que se hallan bajo la direccion de un maestro dotado con 1,500 rs.; 2 fuentes de escelentes aguas, y una igl. parr. (San Ildefonso), servida por un párroco, cuyo curato es de segundo ascenso y de provision ordinaria; el cementerio se halla en parage que no ofende la salud pública. Confina el térm. N. Navacerrada y Cercedilla; E. Becerril; S. Alpedrete, y O. Guadarrama; se estiende 1/2 leg. por N. y O., y 1/4 por E. y S., y comprende 4010 fan. El terreno es pedregoso y se cultivan 40 fan. 10 de primera calidad, 20 de segunda y las 10 restantes de tercera, la mejor se destina para trigo, las demas para centeno; fertilidad general 5 por 1; de las tierras incultas pueden labrarse como 120, pero todas de ínfima calidad, que solo producirian centeno; lo demas consiste en prados, montes de enebro y chaparro, y montañas de piedra. caminos: los de pueblo á pueblo. El correo se recibe de Guadarrama por baligero, los domingos, miércoles y viernes, y sale en los mismos dias. prod.: centeno, y yerba en abundancia; mantiene ganado lanar, cabrio y vacuno; cria caza de conejos y perdices. ind. y comercio: agricultura, dedicándose la mitad de los vec. á labrar piedra y conducirla á la capital. pobl.: 52 vec., 216 alm. cap. prod.: 497,620. imp.: 23,967. contr.: según el cálculo general y oficial de la prov., 9'65 por 100.
(Madoz, 1847, p. 543)

Durante la guerra civil española (1936-1939) el pueblo sufrió de forma severa los efectos de la contienda dada su situación entre los dos frentes, el leal al gobierno de la República y el golpista. 
A partir de los años cincuenta, Collado Mediano se convierte en un punto importante de veraneo gracias a su formidable clima y a su entorno natural, además de la buena comunicación con la capital mediante el ferrocarril. Este hecho favorece el auge de la construcción y la cantería; el pueblo empieza a desarrollase, cada vez cuenta con más servicios, el agua corriente ya no es un problema gracias a la construcción del embalse de Navacerrada, se construyeron las dos primeras aulas del Grupo Escolar Carlos Ruiz, se construyó la clínica municipal, hoy guardería infantil.

## Demografía
En la década de 1960 contaba con cerca de mil vecinos, población que se triplicaba durante los veranos, "pues es Collado Mediano lugar ideal de veraneo para muchas familias de Madrid, las cuales han construido numerosos hoteles sumamente cómodos y gratos". 
Cuenta con una población de 7547 habitantes (INE 2024).
| Gráfica de evolución demográfica de Collado Mediano entre 1842 y 2021                                                 |
| |
| Población de derecho según los censos de población del INE. Población de hecho según los censos de población del INE. |

## Transportes

### Ferrocarril
Dispone de una estación de Cercanías Madrid perteneciente a la línea C-8. Algunos servicios de regionales cadenciados enlazan este municipio con Segovia.

### Autobús
Hay cuatro líneas de autobús en la localidad, de las cuales, dos conectan con Madrid capital, concretamente en la estación de Moncloa. Estas líneas son:
| Línea | Recorrido                                              | Operador                  |
| ----- | ------------------------------------------------------ | ------------------------- |
| 683   | Madrid (Moncloa) – Collado Mediano                     | Avanza Movilidad Integral |
| 690   | Guadarrama – Collado Mediano - Navacerrada             | Avanza Movilidad Integral |
| 691   | Madrid (Moncloa) – Becerril de la Sierra - Navacerrada | Avanza Movilidad Integral |
| 696   | Collado Villalba (Hospital) - Navacerrada              | Avanza Movilidad Integral |

## Economía
Antiguamente la economía de Collado-Mediano estaba basada en la cantería, agricultura y ganadería. En la actualidad el sector servicios es el predominante y de las actividades antiguas, sigue permaneciendo con cierta importancia la ganadería extensiva, contando con una serie de fincas donde los propietarios depositan su ganado.

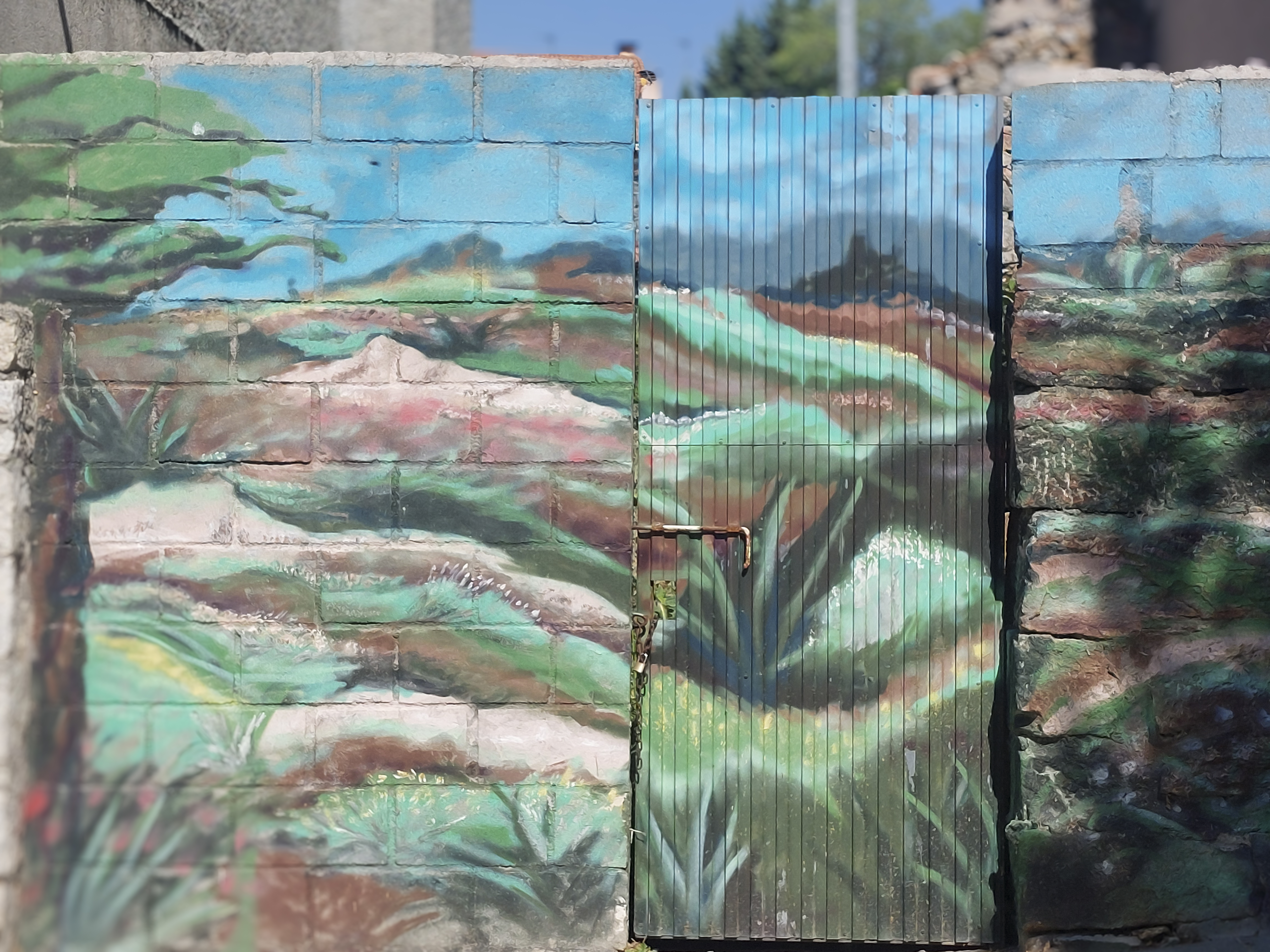
Mural en fachada

## Administración y política

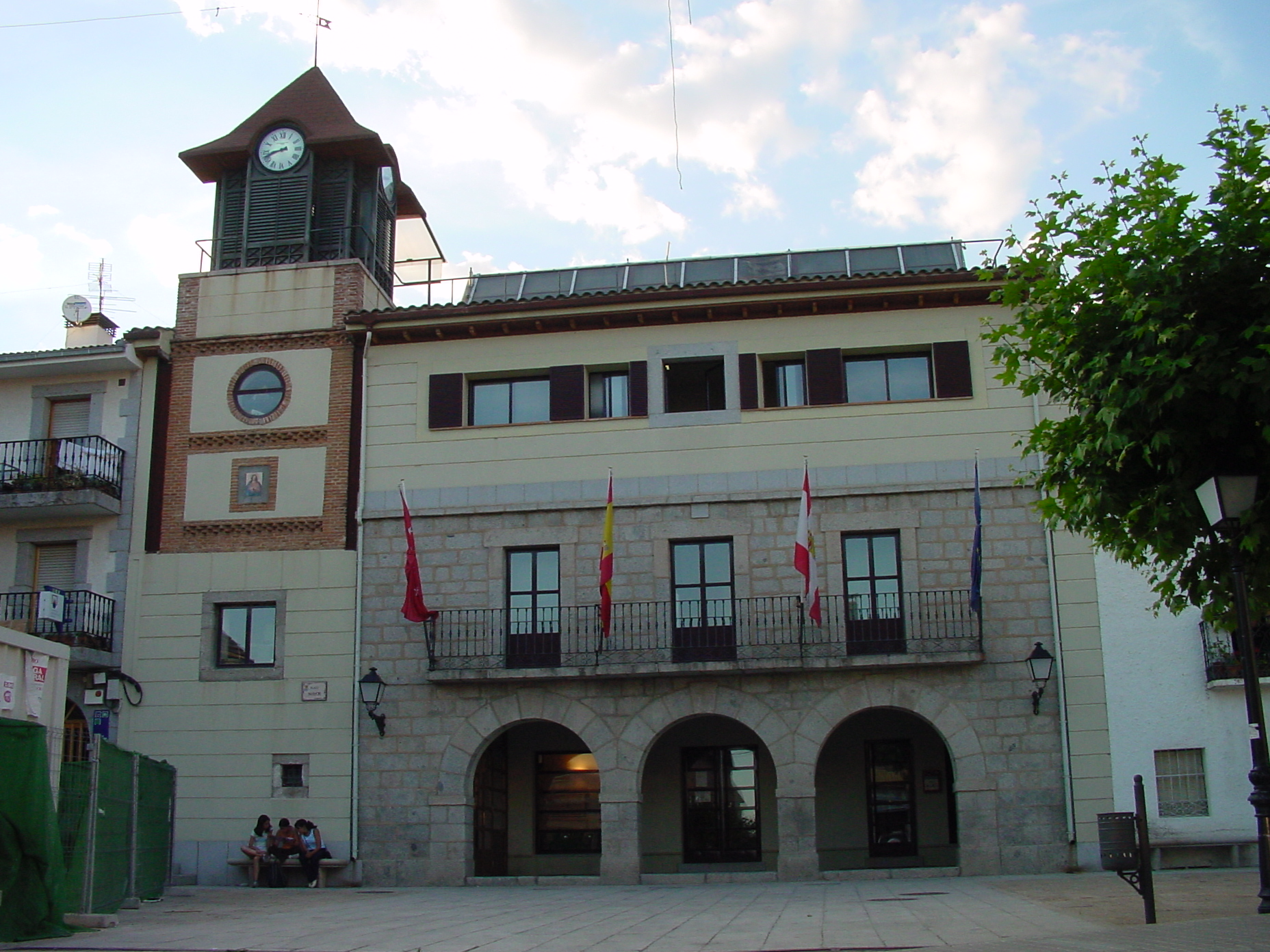
Casa consistorial en la plaza Mayor, 1

Tras las primeras elecciones municipales de la democracia en 1979, fue elegido alcalde Eduardo Guillén Cuesta de la Unión de Centro Democrático (UCD). En 1983, fue elegido alcalde su hermano Rafael Guillén Cuesta del Centro Democrático y Social (CDS) y revalidó su mandato en las elecciones de 1987 y 1991, permaneciendo en el cargo hasta 1995.
Después de las elecciones de 1995, el Partido Popular (PP) ganó las elecciones con 5 concejales y tras llegar a un pacto de investidura con Unión Centristas-CDS (UC-CDS) fue elegida alcaldesa María Luz Horga Mier (Rafael Guillén pasó a ser primer teniente alcalde ya que dos meses antes de las elecciones pasó a fomar parte de las listas del PP).
Tras las elecciones de 1999, aunque no ganó las elecciones como lista más votada, Juan Carlos Bustos Badorrey de la UC-CDS fue elegido alcalde con los votos favorables del Partido Socialista Obrero Español (PSOE) e Izquierda Unida (IU). En las elecciones de mayo de 2003, Juan Carlos Bustos fue reelegido de nuevo de la misma forma.
Después de las elecciones para la alcaldía de mayo de 2007, la mayoría absoluta quedó en manos de Partido Popular con ocho concejales y María José Rubio Sadia fue elegida alcaldesa. dejando sin opciones al PSOE con dos concejales, la coalición de IU con un partido independiente obtuvo otros dos concejales mientras que Los Verdes obtuvieron uno. La coalición de IU con el Partido Independiente se rompió en julio de 2007.  
En las elecciones municipales de mayo de 2011, el PP volvió a conseguir la mayoría absoluta, esta vez con 9 concejales, que volvieron a otorgar el bastón de mando a María José Rubio.  
En las elecciones municipales de mayo de 2015, el PP repitió mayoría absoluta, en esta ocasión con 7 concejales, y María José Rubio renovó mandato por tercera vera.  
En las elecciones municipales de mayo de 2019 el PP perdió la mayoría absoluta, aunque ganó las elecciones con 4 concejales. El PP formó gobierno de coalición con Vox (que consiguió 2 concejales) e Irene Zamora Sánchez fue elegida alcaldesa. Un año después, en mayo de 2020, el PP rompió unilateralmente el pacto de gobierno con Vox. Desde entonces, el PP gobernó en coalición con un tránsfuga de Vox y otro de Ciudadanos.
Tras las elecciones municipales de 2023, María de la Sierra Serrano, líder de la agrupación de vecinos independiente Vive Collado, fue elegida alcaldesa con el apoyo de los concejales de su partido y de los de PSOE, Vox y Vecinos por Collado Mediano.
| Periodo   | Nombre                            | Partido                           |
| --------- | --------------------------------- | --------------------------------- |
| 1979-1983 | Eduardo Guillén Cuesta            | Unión de Centro Democrático (UCD) |
| 1983-1987 | Rafael Guillén Cuesta             | Unión de Centro Democrático (UCD) |
| 1987-1991 | Rafael Guillén Cuesta             | Unión de Centro Democrático (UCD) |
| 1991-1995 | Rafael Guillén Cuesta             | Unión de Centro Democrático (UCD) |
| 1995-1999 | María Luz Horga Mier              | Partido Popular (PP)              |
| 1999-2003 | Juan Carlos Bustos Badorrey       | Unión Centristas-CDS (UC-CDS)     |
| 2003-2007 | Juan Carlos Bustos Badorrey       | Unión Centristas-CDS (UC-CDS)     |
| 2007-2011 | María José Rubio Sadia            | Partido Popular (PP)              |
| 2011-2015 | María José Rubio Sadia            | Partido Popular (PP)              |
| 2015-2019 | María José Rubio Sadia            | Partido Popular (PP)              |
| 2019-2023 | Irene Zamora Sánchez              | Partido Popular (PP)              |
| 2023-act. | María de la Sierra Serrano Flórez | Vive Collado (VC)                 |

## Educación
En Collado Mediano hay un centro público de primer ciclo de Educación Infantil, La Casa de Niños, un colegio público de educación infantil y primaria, el CEIP Virgen de la Paz y un instituto de educación secundaria, el IES Gonzalo Anes, que escolariza, este último, alumnos de Collado Mediano, Guadarrama, Navacerrada, Becerril de la Sierra y Alpedrete.

## Patrimonio
- La Cobañera, monumento natural

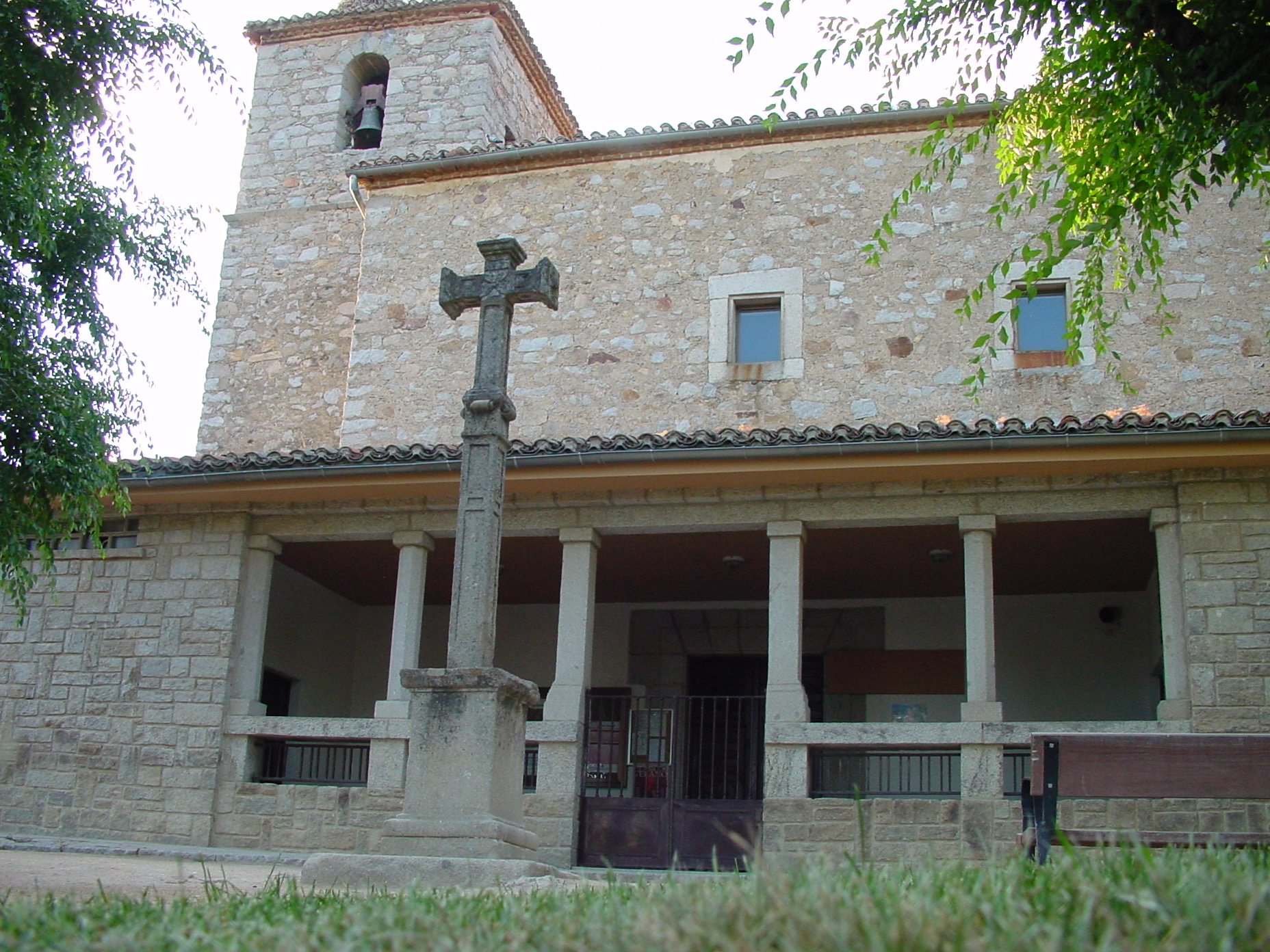
Iglesia en Collado Mediano

- Ermita de Nuestra Señora del Rosario (cementerio viejo)
- Iglesia de San Ildefonso
- Ruinas Romanas
- Monumento AU
- Parque municipal
- Finca el Robladillo
- El Ancla, antigua ancla de barco cedida por el ejército y dispuesta como monumento homenaje a la Armada Española, en agradecimiento a la atención sanitaria que los habitantes de Collado recibían en el Hospital de Marina situado en el vecino pueblo de Los Molinos.
- Una vivienda unifamiliar Casa Varela en la urbanización Serranía de la Paloma que fue diseñada por el arquitecto Alejandro de la Sota Martínez en 1964.

## Fiestas
- 23 de enero - Fiestas de San Ildefonso.
- 24 de enero - Nuestra Señora de La Paz.
- Última semana de agosto - Santísimo Cristo de la Caridad.

Es típico en las fiestas de San Ildefonso y de la Virgen de la Paz, la misa y procesión con Los Santos por las calles del pueblo, la limonada con pestiños y el baile del Rondón y la Escoba. El día 25 de enero se celebra el tambor de los Mozos, donde los mozos van a cenar y después al baile, el día 26 de enero es el tambor de las Mozas, y el día 27 de enero se celebra el día de los niños y el tambor los Casados y Casadas. Antiguamente, también, se celebraba el tambor de los pastores y cabreros.
Las fiestas del Cristo de la Caridad, empiezan con el pregón de fiestas y el chupinazo, al día siguiente se celebra el Día del Cristo, con misa y procesión por las calles del pueblo. Muy importantes en estas fiestas son los tradicionales encierros y la Feria de Novilladas, donde cada año se dan cita los novilleros más punteros del escalafón y novillos de prestigiosas ganaderías.